# جيمس بينبيرثي
جيمس بينبيرثي (بالإنجليزية: James Penberthy)‏ هو ملحن وصحفي أسترالي، ولد في 3 مايو 1917، وتوفي في 29 مارس 1999.

## وصلات خارجية
- جيمس بينبيرثي على موقع ميوزك برينز (الإنجليزية)
- جيمس بينبيرثي على موقع أول ميوزيك (الإنجليزية)
- جيمس بينبيرثي على موقع ديسكوغز (الإنجليزية)